# Electro house
 Electro house là thể loại thuộc nhạc nhảy điện tử có đặc điểm là âm trầm nặng và nhịp độ khoảng 130 nhịp mỗi phút. Nguồn gốc của nó bị ảnh hưởng bởi tech house và electro. Thuật ngữ này đã được sử dụng để mô tả âm nhạc của nhiều  DJ Mag  100 DJ hàng đầu, bao gồm Benny Benassi, Daft Punk, Skrillex và Steve Aoki